# Balmhorn
Il Balmhorn (3.698 m s.l.m.) è una montagna delle Alpi Bernesi. Si trova lungo la linea di demarcazione tra il Canton Vallese ed il Canton Berna.

## La prima scalata
La vetta fu scalata per la prima volta il 21 luglio 1864 da Frank Walker, Horace Walker e Lucy Walker con le guide Jakob Anderegg e Melchior Anderegg.

## Rifugi alpini
Per favorire l'ascensione alla vetta e l'escursionismo di alta montagna sorgono alcuni rifugi alpini intorno alla montagna:
- Balmhornhütte - 1.955 m
- Lötschenpass Hut - 2.690 m
- Berghotel Schwarenbach - 2.061 m